# 鮑勃·巴拉班
羅伯特·艾爾默·巴拉班（英語：Elmer Balaban，1945年8月16日—），美國男演員、作家、製片人、導演和喜劇演員。1979年憑藉舞台劇《钦差大臣》入圍東尼獎最佳話劇男主角；參與監製的電影《高斯福大宅謀殺案》（2001年）入圍奥斯卡最佳影片奖。他多次客串克里斯多夫·葛斯特的電影，包括《NG一籮筐》（1997年）、《人狗對對碰》（2000年）、《歌聲滿人間》（2003年）及《問鼎奧斯卡》（2006年）；以及時常出演魏斯·安德森的電影，如《月升王国》（2012年）、《布达佩斯大饭店》（2014年）和《犬之島》（2018年）。其他知名作品包括《午夜牛郎》（1969年）、科幻片《第三類接觸》（1977年）、《变形博士》（1980年）、《威震太陽神》（1984年）、《解構哈利》（1997年）和《柯波帝：冷血告白》（2005年）。
巴拉班也是兒童小說作家。

## 個人生活
巴拉班與妻子琳恩·葛羅斯曼（Lynn Grossman）育有兩名女兒。他住在紐約曼哈頓的上西城。

## 外部連結
- 鮑勃·巴拉班在互联网电影资料库（IMDb）上的資料（英文）
- 在AllMovie上鮑勃·巴拉班的頁面（英文）